# Anna Schabanowa

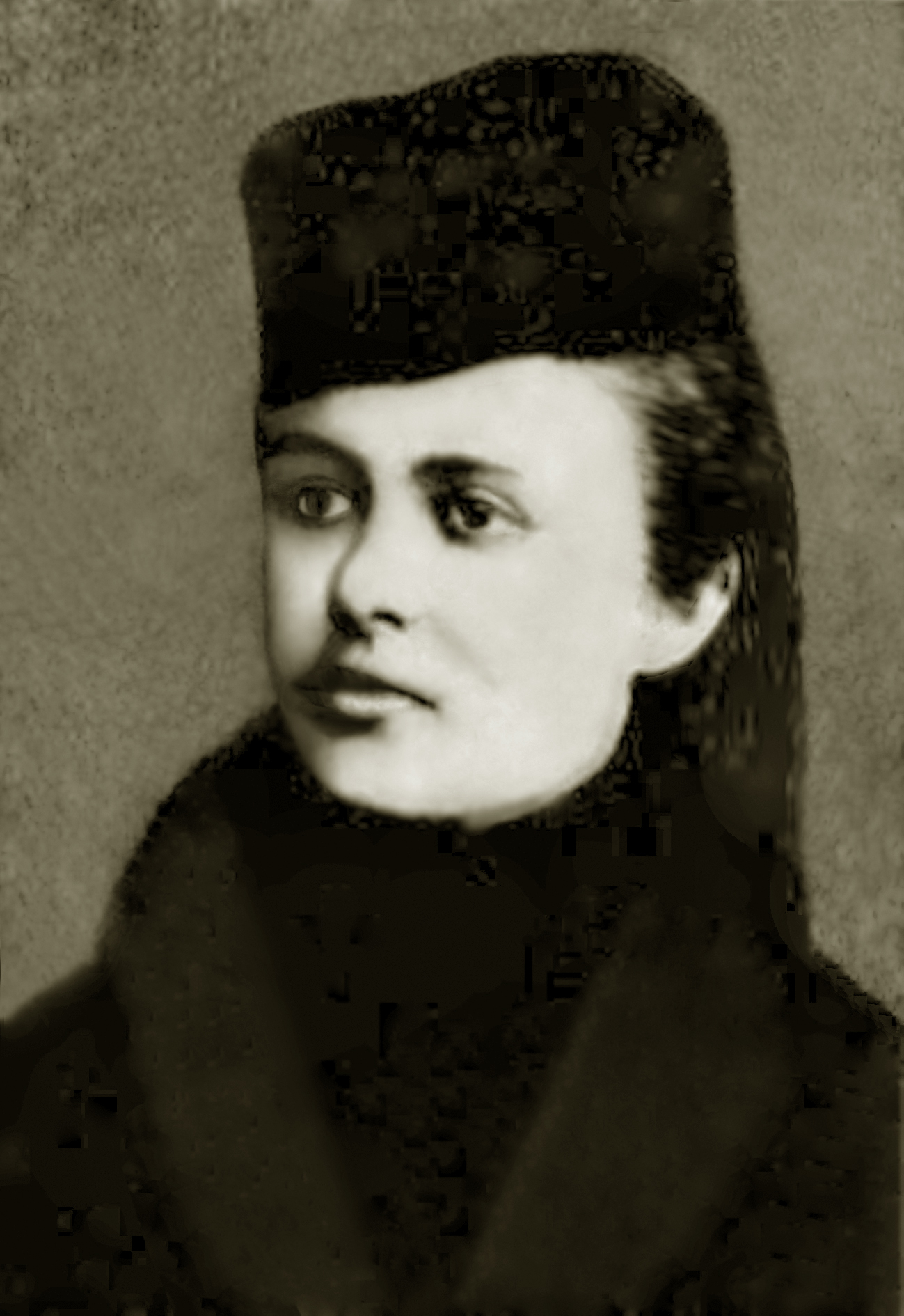
Anna Schabanova, jung

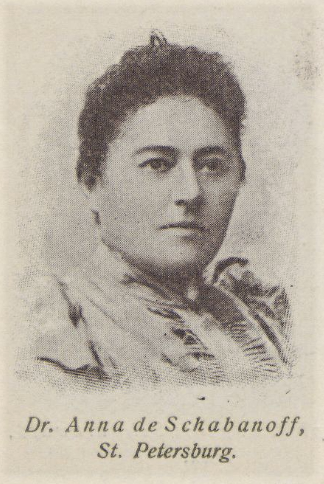
Anna Schabanova, ca. 1904

Anna Nikolaewna Schabanowa (russisch А́нна Никола́евна Шаба́нова (* 18. März 1848 in Smolenski rajon, Gouvernement Smolensk; † 25. Mai 1932 in Leningrad, Sowjetunion)) war eine russische Kinderärztin und Frauenrechtlerin.

## Leben
Anna Schabanowa war die Tochter des wohlhabenden Landbesitzers Leutnant Nikolai Schabanow. Sie verbrachte ihre Kindheit auf dem Anwesen der Familie. Ihr Vater starb kurz nach ihrer Geburt. Sie wurde von ihrer Mutter aufgezogen. Anna Schabanowas Großvater, Alexander Schabanow, bekleidete die Position als Advokat der Smolensker Provinzvogtei. Als junge Frau ging sie 1865 nach Moskau, um dort eine medizinische Ausbildung zu erhalten. Dort schloss sie sich einer radikalen politischen Gruppe an, der Frauensektion des Ishutin-Kreises, mit dem Ziel, Frauen ein Recht auf höhere Bildung in Russland zu ermöglichen. Die Gruppe war jedoch deutlich radikaler. Nach dem gescheiterten Attentat von Dmitri Wladimirowitsch Karakosow auf Zar Alexander II. im Jahr 1866 wurde Anna Schabanowa verhaftet und verbrachte sechs Monate in Einzelhaft. Da ihr keine weitere Schuld nachgewiesen werden konnte, wurde ihr nach der Haft befohlen, in ihrer Heimatstadt Smolensk zu leben.
In Russland konnte Schabanowa als Frau nicht Medizin studieren, deswegen zog sie 1871, um Ärztin werden zu können, zum Studium nach Helsinki. Die Kaiserlichen Alexander-Universität in Helsingfors war die einzige Hochschule, an der Frauen in Ausnahmefällen studieren durften. Im Jahr 1873 kehrte sie nach Russland zurück, da nun an der Kaiserlichen Medizinisch-Chirurgischen Akademie in St. Petersburg erstmals Kurse für Frauen angeboten wurden. Schabanowa studierte bei Karl Rauchfuss, dem Chefarzt des von Peter von Oldenburg gegründeten Kinderkrankenhauses für Kinder armer Familien. Rauchfuss brachte ihr die Kinderheilkunde näher und nach ihrer Promotion im Jahr 1877 wurde sie seine Assistentin in den medizinischen Frauenkursen. Zudem arbeitete sie ihr Leben lang im Kinderkrankenhaus als Ärztin. Sie organisierte und leitete zudem weitere Kinderkrankenhäuser. 1883 wurde in Gattschina ein weiteres Haus eröffnet.
Schabanowa gehörte 1897 zu den Gründern der Gesellschaft der Seesanatorien für chronisch kranke Kinder. Auf ihre Initiative ging im Jahr 1900 die Gründung eines Sanatoriums für tuberkulosekranke Kinder in Ventspils zurück. Anna Schabanowa war eine der Gründerinnen der Russischen Philanthropischen Gesellschaft der Frauen und setzte sich während der Revolution von 1905 für das Frauenwahlrecht ein. Sie konzipierte und organisierte vom 10. bis 16. Dezember 1908 den ersten Allrussischen Frauenkongress, der unter dem wachsamen Auge der Polizeizensoren stattfand. Nach der Oktoberrevolution schränkte sie ihre Arbeit ein, da zum einen gesetzlich Männer und Frauen in der neuen Sowjetunion gleichgestellt waren, ihr Kampf für die Rechte von Frauen somit obsolet war, zum anderen private Wohlfahrtseinrichtungen verstaatlicht wurden.
Anna Nikolajewna Schabanowa starb 1932 im Alter von 84 Jahren und wurde auf dem evangelischen Friedhof Wolkowskoje neben dem Grab von Karl Rauchfuss beigesetzt. Einige Jahre später wurde der vierte Chefarzt des Krankenhauses, Nikolai Iwanowitsch Lunin, neben ihr begraben.

## Ehrungen
Als im Juli 1927 das Dekret des Zentralexekutivkomitees und des Sowjets der Volkskommissare der UdSSR zum Titel Held der Arbeit erlassen wurde, war Anna Nikolajewna 1928 eine der ersten im Lande, die diesen Ehrentitel erhielt.
Judy Chicago widmete ihr eine Inschrift auf den dreieckigen Bodenfliesen des Heritage Floor ihrer Installation The Dinner Party. Die mit dem Namen Anna Schabanoff beschrifteten Porzellanfliesen sind dem Platz mit dem Gedeck für Elizabeth Blackwell zugeordnet.